# Baphia bergeri
Baphia bergeri är en ärtväxtart som beskrevs av De Wild. Baphia bergeri ingår i släktet Baphia och familjen ärtväxter. Inga underarter finns listade i Catalogue of Life.